# Minkovice (Višňová)
Minkovice (německy Minkwitz) je malá vesnice, část obce Višňová v okrese Liberec. Nachází se asi 1,5 kilometru jižně od Višňové. Prochází tudy železniční trať Liberec–Zawidów. Minkovice leží v katastrálním území Višňová u Frýdlantu o výměře 5,07 km².

## Historie
První písemná zmínka o vesnici pochází z roku 1781. Až do roku 1848 tvořila východní část ZSJ Minkovice, v rozsahu zahrnující téměř celý moderní intravilán Minkovic, spolu se sousední Vískou, exklávu Horní Lužice, respektive její části, náležející k Saskému království, poté došlo ke změně státní hranice Rakouského císařství a Saska a Minkovice byly začlěněny do Čech.

## Pamětihodnosti
- Řada objektů lidové a tradiční architektury, mnohé z nich jsou podstávkové domy s hrázděním
- Kovový křížek s kamenným podstavcem v zahradě chalupy če. 6 (severní část vsi, v údolí Minkovického potoka)
- Niva řeky Smědé
- Mokřady západně od železniční trati z Frýdlantu do Černous mezi Minkovicemi a Višňovou
- Údolí Minkovického potoka

## Fotogalerie

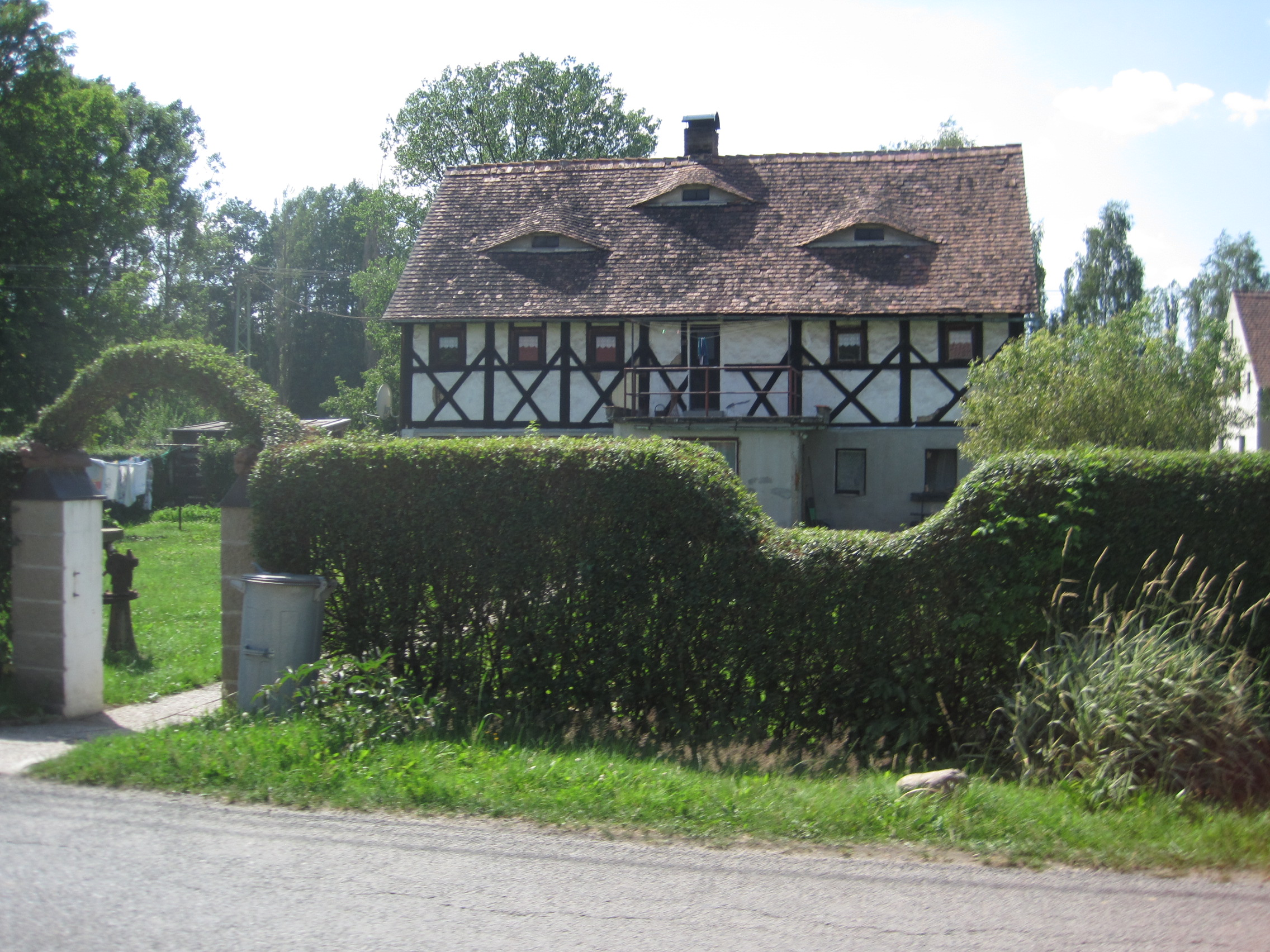
Lidová architektura čp. 33
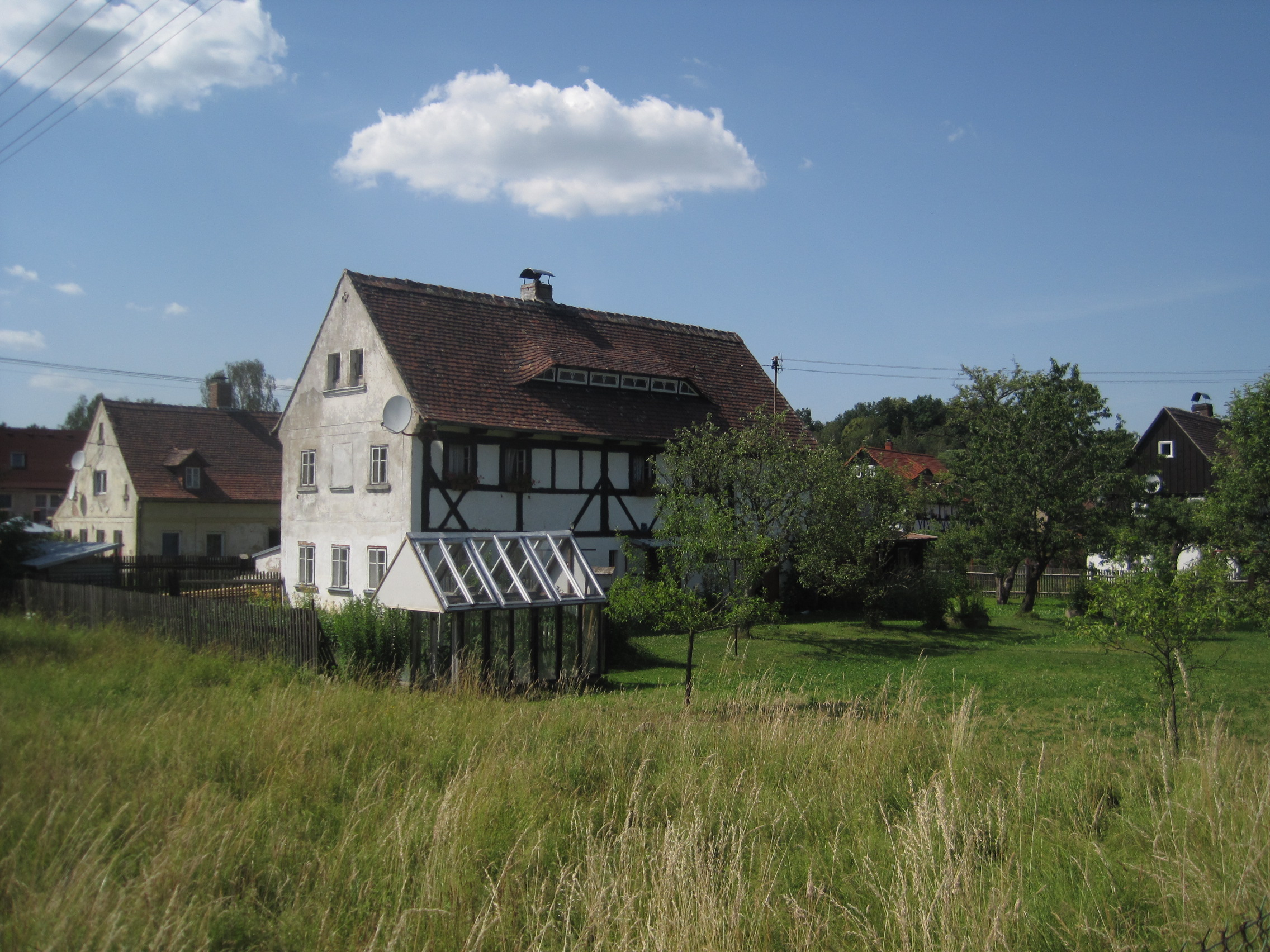
Lidová architektura čp. 22 a 23
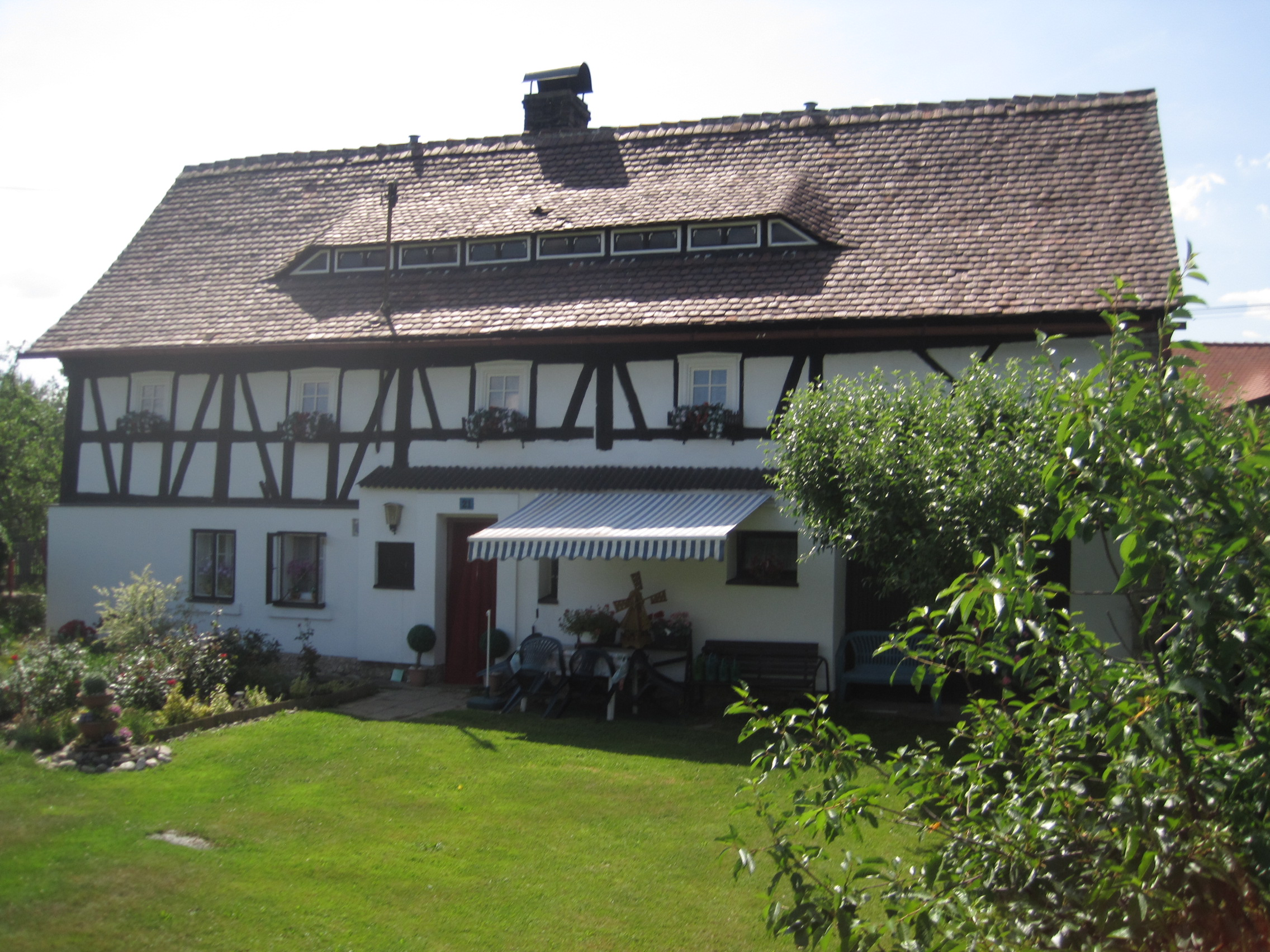
Lidová architektura čp. 21
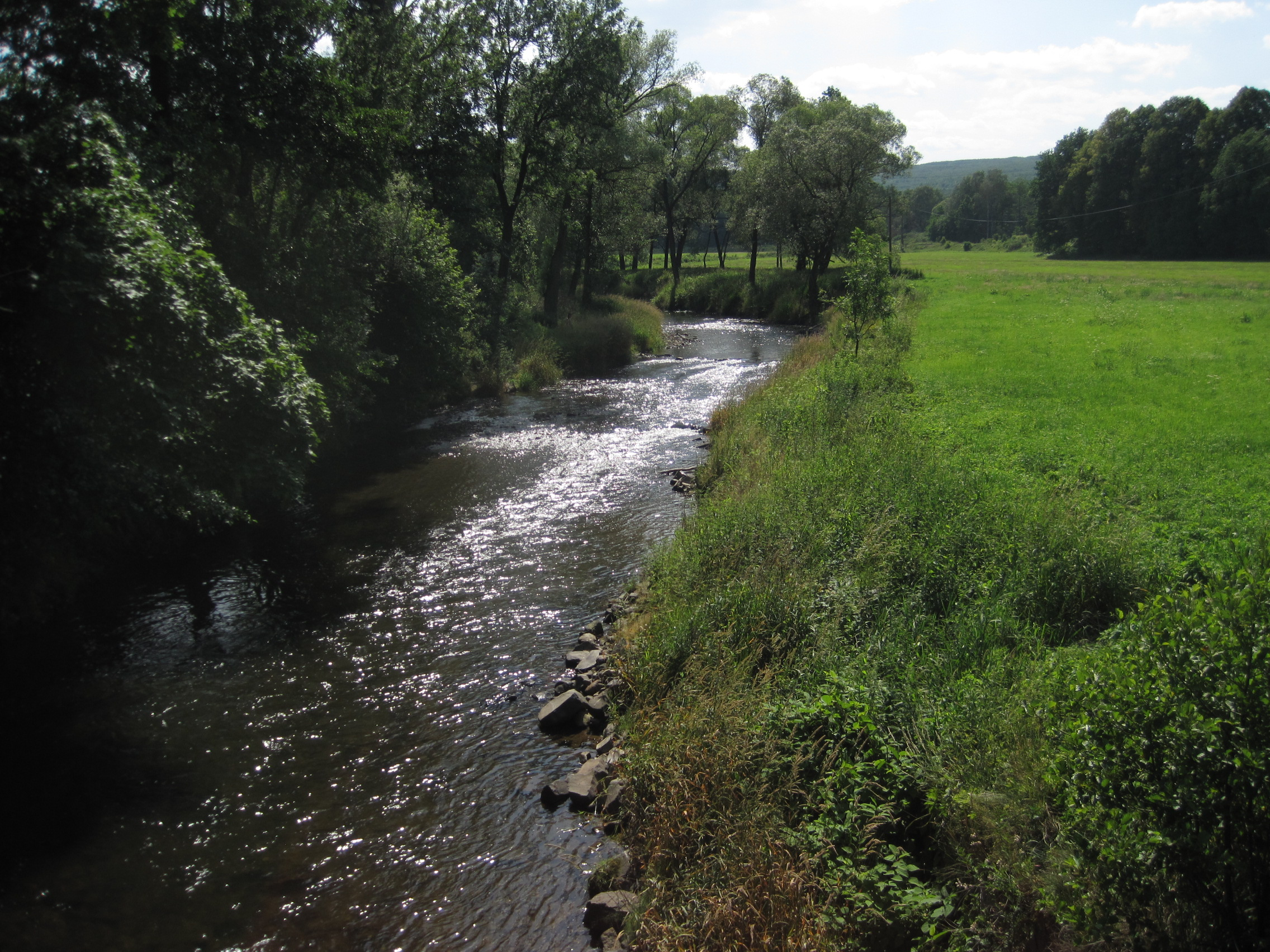
Řeka Smědá mezi Minkovicemi a Vískou